# Autovía del Suroeste
A Via rápida do Sudoeste (Autovía del Suroeste) (A-5 E-90, antes Via rápida da Extremadura (Autovía de Extremadura), até ao seu término está a ser a usada), passa por 3 comunidades autonómicas: Madrid, Castilla-La Mancha (província de Toledo) e Estremadura (províncias de Cáceres e Badajoz). Têm lanços que passa próximo das seguintes populações: Alcorcón, Móstoles, Navalcarnero, Valmojado, Santa Cruz de Retamar, Talavera de la Reina, Navalmoral de la Mata, Trujillo, Miajadas, Mérida e Badajoz, cruzando com a fronteira com a A 6 portuguesa.
É uma via rápida que têm um comprimento de 408 km, e se podem cuzar com a : M-45, M-50, R-5, N-403, A-40, N-502, N-521, N-430, N-630, A-66 (E-803), N-432 e N-V.
É uma via rápida que se construiu entre os anos 80 e 90, dentro do plano de conversão em vias rápidas das antigas nacionais radiais.